# Michel Meslin
Michel Meslin (Parigi, 29 settembre 1926 – Parigi, 12 aprile 2010) è stato uno storico delle religioni e antropologo francese. Ha fondato e diretto l'IRER (Institut de recherche pour l'étude des religions).

## Biografia
Docente in svariate università europee ed americane, scrisse una dozzina di opere e qualche centinaio di saggi in riviste specializzate. 
È tra l'altro stato professore di storia delle religioni comparate e presidente dell'università Paris IV: Paris-Sorbonne.
La sua opera si inscrive in una prospettiva antropologica dello studio dei fatti religiosi. Si tratterebbe dell'unica prospettiva a permettere la comprensione della sacralità, vissuta dall'uomo in maniera sempre diversa a seconda della diversità delle culture.
Nel suo saggio classico Pour une science des religions, del 1973, tenta di definire l'analisi scientifica del sacro e di creare i contorni di una antropologia religiosa.